# Nancy Meyers
Nancy Meyers (Philadelphia, Pennsylvania, 1949. december 8. –) amerikai filmrendező, producer és forgatókönyvíró.

## Filmjei
| Év   | Magyar cím                  | Eredeti cím                 | Feladatkör | Feladatkör | Feladatkör |
| Év   | Magyar cím                  | Eredeti cím                 | Rendező    | Író        | Producer   |
| ---- | --------------------------- | --------------------------- | ---------- | ---------- | ---------- |
| 1980 | Benjamin közlegény          | Private Benjamin            | Nem        | Igen       | Igen       |
| 1984 | Kibékíthetetlen ellentétek  | Irreconcilable Differences  | Nem        | Nem        | Igen       |
| 1984 | Protokoll                   | Protocol                    | Nem        | Nem        | Igen       |
| 1987 | Bomba bébi                  | Baby Boom                   | Nem        | Igen       | Igen       |
| 1991 | Az örömapa                  | Father of the Bride         | Nem        | Igen       | Igen       |
| 1992 | Volt egyszer egy gyilkosság | Once Upon a Crime           | Nem        | Nem        | Igen       |
| 1994 | A zűr bajjal jár            | I Love Trouble              | Nem        | Igen       | Igen       |
| 1995 | Örömapa 2.                  | Father of the Bride Part II | Nem        | Igen       | Igen       |
| 1998 | Apád-anyád idejöjjön!       | The Parent Trap             | Igen       | Nem        | Igen       |
| 2000 | Mi kell a nőnek?            | What Women Want             | Igen       | Igen       | Nem        |
| 2003 | Minden végzet nehéz         | Something's Gotta Give      | Igen       | Igen       | Igen       |
| 2006 | Holiday                     | The Holiday                 | Igen       | Igen       | Igen       |
| 2009 | Egyszerűen bonyolult        | It's Complicated            | Igen       | Igen       | Igen       |
| 2015 | A kezdő                     | The Intern                  | Igen       | Igen       | Igen       |
| 2017 | Újra otthon                 | Home Again                  | Nem        | Igen       | Nem        |

## Fordítás
- Ez a szócikk részben vagy egészben  a   Nancy Meyers című angol Wikipédia-szócikk ezen változatának fordításán alapul.  Az eredeti cikk szerkesztőit annak laptörténete sorolja fel. Ez a jelzés csupán a megfogalmazás eredetét és a szerzői jogokat jelzi, nem szolgál a cikkben szereplő információk forrásmegjelöléseként.